# The Daytrippers
 The Daytrippers és una pel·lícula estatunidenco-canadenca escrita i dirigida per Greg Mottola i estrenada el 1996. És protagonitzada per Hope Davis, Stanley Tucci, Anne Meara, Parker Posey i Liev Schreiber.

## Argument
Eliza, una jove casada, fa la neteja a la seva cambra i descobreix una carta adreçada al seu marit, Louis, que podria ser d'una amant. Desconcertada, va a demanar consell a la seva família. Tots tenen una interpretació diferent i, descobrint la veritat sobre Louis, es descobreixen ells mateixos.

## Repartiment
- Stanley Tucci: Louis D'Amico
- Hope Davis: Eliza Malone D'Amico
- Pat McNamara: Jim Malone
- Anne Meara: Rita Malone
- Liev Schreiber: Carl Petrovic
- Campbell Scott: Eddie Masler
- Marcia Gay Harden: Libby
- Douglas McGrath: Chap